# Dot-Marie Jones
Dorothy-Marie „Dot” Jones (ur. 4 stycznia 1964 w Turlock w stanie Kalifornia) − amerykańska aktorka, była armwrestlerka.

## Życiorys
Wychowana w Hilmar w Kalifornii, była szkolną mistrzynią w podnoszeniu ciężarów. Jako nastolatka zaczęła odnosić sukcesy w profesjonalnych sportach siłowych. Mając dziewiętnaście lat, po raz pierwszy wywalczyła tytuł mistrzyni świata w armwrestlingu; w ciągu kolejnych lat uzyskała go jeszcze czternastokrotnie. Jest absolwentką California State University we Fresno.
Jako aktorka znana jest z roli trenerki Shannon Beiste (później, po korekcie płci, Sheldona Beiste'a) w serialu telewizyjnym stacji Fox Glee. Występ w Glee przyniósł jej trzy nominacje do nagrody Emmy w latach 2011, 2012 i 2013. Od 2013 żoną Jones jest Bridgett Casteen.

## Filmografia
- 1994−1995: Świat według Bundych (Married... with Children) jako Lola (sezon 9 odcinek 3) i  Dot (4 epizody)
- 1998: Patch Adams jako panna Meat
- 1999: Święci z Bostonu (The Boondock Saints) jako Rosengurtle Baumgartener
- 2001−2003: Lizzie McGuire jako trenerka Kelly
- 2006: Dziedziczki (Material Girls) jako Butch Brenda
- 2009: Skazany na śmierć (Prison Break) jako Skittlez
- 2009: Skazany na śmierć: Ostatnia ucieczka (Prison Break: The Final Break) jako Skittlez
- 2009: Bez skazy (Nip/Tuck) jako Tess
- 2009: Gotowe na wszystko (Desperate Housewives) jako strażniczka więzienna (sezon 5 odcinek 19)
- 2010: Siostra Hawthorne (Hawthorne) jako Dot
- 2010−2012: Venice: The Series jako Stella
- 2010−2015: Glee jako Shannon Beiste, później Sheldon Beiste